# Bahnstrecke Opole–Namysłów
| Streckennummer: | 301 |                                                           |                                                           |
| Kursbuchstrecke (PKP): | 201 |                                                           |                                                           |
| Kursbuchstrecke: | 128a (Opole Główne (Oppeln) – Jełowa (Jellowa) 1934) 127a (Jełowa (Jellowa) – Namysłów (Namslau) 1934) |                                                           |                                                           |
| Streckenlänge: | 59,882 km                                                                                              |                                                           |                                                           |
| Spurweite: | 1435 mm (Normalspur)                                                                                   |                                                           |                                                           |
| Streckenklasse: | C3, bis km 3,055 D3                                                                                    |                                                           |                                                           |
| Streckengeschwindigkeit: | 100 km/h                                                                                               |                                                           |                                                           |
| | |                                                           |                                                           |
| \| \| \| von Brzeg (Brieg) \| \| \| \| \| \| \| \| \| 0,057 \| Opole Główne (Oppeln [Hbf]; Keilbahnhof) \| 158 m \| \| \| \| nach Strzelce Opolskie (Groß Strehlitz) \| \| \| \| \| Opole Główne Towarowe (seit 1948[1]) \| \| \| \| \| nach Strzelce Opolskie (Groß Strehlitz) \| \| \| \| \| \| \| \| \| 2,203 \| Abzweig Bolko \| 160 m \| \| \| \| \| \| \| \| \| Opole Groszowice–Jelcz-Laskowice \| \| \| \| \| nach Fosowskie (Vossowska) \| \| \| \| \| Anschlussgleise \| \| \| \| 5,569 \| Opole Gosławice (Goslawitz/Ehrenfeld; ehem. Bf) \| 159 m \| \| \| \| Landesstraßen 46 und 94 \| \| \| \| 12,491 \| Kotórz Mały (Klein Kottorz/Klein Kochen; ehem. Bf) \| 164 m \| \| \| \| Mała Panew (Malapane) \| \| \| \| 15,081 \| Osowiec Przystanek (Königshuld-Trzenschin/-Neuwiese) \| 163 m \| \| \| \| Anschluss \| \| \| \| 17,560 \| Osowiec Śląski \| 172 m \| \| \| \| Landesstraße 45 \| \| \| \| 19,747 \| Jełowa (Jellowa/Ilnau; Haltepunkt+Abzweig, ehem. Bahnhof) \| 171 m \| \| \| \| nach Kluczbork (Kreuzburg (Oberschles.)) \| \| \| \| 25,883 \| Mańczok (Mainczok/Meinfeld) \| 169 m \| \| \| 30,240 \| Murów (Murow/Hermannsthal (Oberschles)) \| 165 m \| \| \| 33,099 \| Okoły (Schwarzwasser (Schles.)/Tauentzien (Oberschles)) \| 163 m \| \| \| 40,013 \| Pokój (Carlsruhe (Oberschles.)) \| 162 m \| \| \| 46,094 \| Dąbrowa Namysłowska (Dammer (Kr. Namslau)) \| 156 m \| \| \| 50,382 \| Biestrzykowice (Eckersdorf) \| 170 m \| \| \| \| Militäranschluss \| \| \| \| 52,507 \| Jastrzębie Śląskie (Nassadel) \| 166 m \| \| \| 53,529 \| Ziemiełowice (Simmelwitz) \| 160 m \| \| \| \| Anschluss Zuckerfabrik \| \| \| \| \| Landesstraße 39 \| \| \| \| \| von Kluczbork (Kreuzburg) und ehem. Kępno (Kempen (Pos.)) \| \| \| \| 59,939 \| Namysłów (Namslau) \| 152 m \| \| \| \| nach Oleśnica (Oels) \| \| | |                                                           |                                                           |
| Strecke | | von Brzeg (Brieg)                                         | von Brzeg (Brieg)                                         |
| Strecke von links · Abzweig geradeaus und nach rechts | |                                                           |                                                           |
| Bahnhof · Bahnhof | 0,057                                                                                                  | Opole Główne (Oppeln [Hbf]; Keilbahnhof)                  | 158 m                                                     |
| Strecke nach rechts · Abzweig geradeaus und nach links · Strecke von rechts | | nach Strzelce Opolskie (Groß Strehlitz)                   | nach Strzelce Opolskie (Groß Strehlitz)                   |
| Strecke · Dienststation / Betriebs- oder Güterbahnhof | | Opole Główne Towarowe (seit 1948)                         | Opole Główne Towarowe (seit 1948)                         |
| Kreuzung geradeaus oben · Abzweig geradeaus und nach rechts | | nach Strzelce Opolskie (Groß Strehlitz)                   | nach Strzelce Opolskie (Groß Strehlitz)                   |
| Abzweig geradeaus und von links · Strecke nach rechts | |                                                           |                                                           |
| Blockstelle | 2,203                                                                                                  | Abzweig Bolko                                             | 160 m                                                     |
| Strecke von links · Abzweig geradeaus, nach links und nach rechts · Strecke von rechts | |                                                           |                                                           |
| Kreuzung geradeaus unten · Kreuzung geradeaus unten · Abzweig quer und nach links | | Opole Groszowice–Jelcz-Laskowice                          | Opole Groszowice–Jelcz-Laskowice                          |
| Strecke nach rechts · Strecke | | nach Fosowskie (Vossowska)                                | nach Fosowskie (Vossowska)                                |
| Abzweig geradeaus und ehemals von links | | Anschlussgleise                                           | Anschlussgleise                                           |
| Haltepunkt / Haltestelle | 5,569                                                                                                  | Opole Gosławice (Goslawitz/Ehrenfeld; ehem. Bf)           | 159 m                                                     |
| Strecke mit Straßenbrücke | | Landesstraßen 46 und 94                                   | Landesstraßen 46 und 94                                   |
| Haltepunkt / Haltestelle | 12,491                                                                                                 | Kotórz Mały (Klein Kottorz/Klein Kochen; ehem. Bf)        | 164 m                                                     |
| Brücke über Wasserlauf | | Mała Panew (Malapane)                                     | Mała Panew (Malapane)                                     |
| Haltepunkt / Haltestelle | 15,081                                                                                                 | Osowiec Przystanek (Königshuld-Trzenschin/-Neuwiese)      | 163 m                                                     |
| Abzweig geradeaus und ehemals nach rechts | | Anschluss                                                 | Anschluss                                                 |
| ehemaliger Bahnhof | 17,560                                                                                                 | Osowiec Śląski                                            | 172 m                                                     |
| Bahnübergang | | Landesstraße 45                                           | Landesstraße 45                                           |
| Bahnhof | 19,747                                                                                                 | Jełowa (Jellowa/Ilnau; Haltepunkt+Abzweig, ehem. Bahnhof) | 171 m                                                     |
| Abzweig geradeaus und nach rechts | | nach Kluczbork (Kreuzburg (Oberschles.))                  | nach Kluczbork (Kreuzburg (Oberschles.))                  |
| ehemaliger Bahnhof | 25,883                                                                                                 | Mańczok (Mainczok/Meinfeld)                               | 169 m                                                     |
| Betriebs-/Güterbahnhof Strecke ab hier außer Betrieb | 30,240                                                                                                 | Murów (Murow/Hermannsthal (Oberschles))                   | 165 m                                                     |
| Bahnhof (Strecke außer Betrieb) | 33,099                                                                                                 | Okoły (Schwarzwasser (Schles.)/Tauentzien (Oberschles))   | 163 m                                                     |
| Bahnhof (Strecke außer Betrieb) | 40,013                                                                                                 | Pokój (Carlsruhe (Oberschles.))                           | 162 m                                                     |
| Bahnhof (Strecke außer Betrieb) | 46,094                                                                                                 | Dąbrowa Namysłowska (Dammer (Kr. Namslau))                | 156 m                                                     |
| Bahnhof (Strecke außer Betrieb) | 50,382                                                                                                 | Biestrzykowice (Eckersdorf)                               | 170 m                                                     |
| Abzweig geradeaus und nach rechts (Strecke außer Betrieb) | | Militäranschluss                                          | Militäranschluss                                          |
| Bahnhof (Strecke außer Betrieb) | 52,507                                                                                                 | Jastrzębie Śląskie (Nassadel)                             | 166 m                                                     |
| Haltepunkt / Haltestelle (Strecke außer Betrieb) | 53,529                                                                                                 | Ziemiełowice (Simmelwitz)                                 | 160 m                                                     |
| Abzweig geradeaus und von rechts (Strecke außer Betrieb) | | Anschluss Zuckerfabrik                                    | Anschluss Zuckerfabrik                                    |
| Strecke mit Straßenbrücke (Strecke außer Betrieb) | | Landesstraße 39                                           | Landesstraße 39                                           |
| Abzweig ehemals geradeaus und von rechts | | von Kluczbork (Kreuzburg) und ehem. Kępno (Kempen (Pos.)) | von Kluczbork (Kreuzburg) und ehem. Kępno (Kempen (Pos.)) |
| Bahnhof | 59,939                                                                                                 | Namysłów (Namslau)                                        | 152 m                                                     |
| Strecke | | nach Oleśnica (Oels)                                      | nach Oleśnica (Oels)                                      |

Die Bahnstrecke Opole–Namysłów (Oppeln–Namslau) ist eine teilweise stillgelegte Eisenbahnstrecke in der polnischen Woiwodschaft Opole.

## Verlauf und Zustand

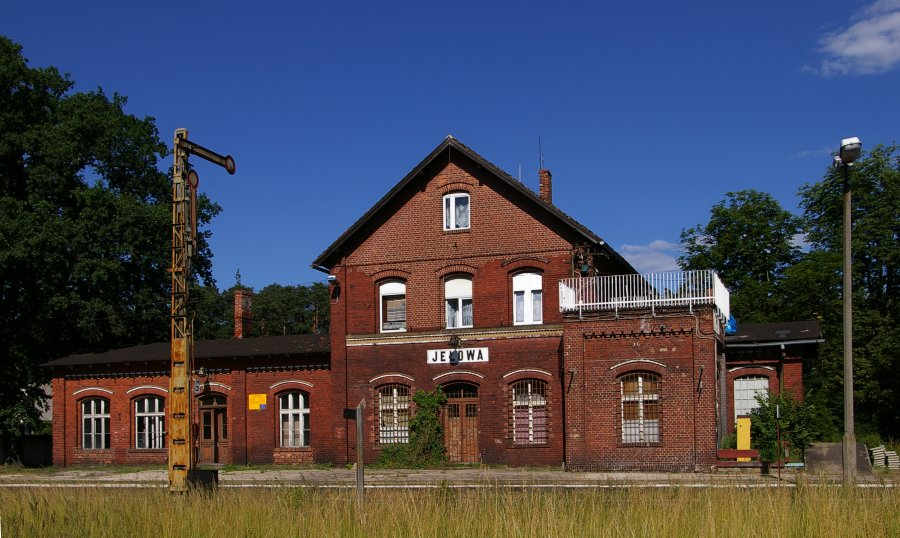
Bahnhof Jełowa (2006)

Die Strecke beginnt im Bahnhof Opole Główne (Oppeln [Hbf]; km 0,057) an der Bahnstrecke Bytom–Wrocław und verläuft zunächst parallel zur Bahnstrecke Tarnowskie Góry–Opole ostwärts, unterquert die Bahnstrecke Opole–Wrocław und verläuft, sich von der Strecke nach Tarnowskie Góry entfernend, nordwärts zum Haltepunkt und Abzweig Jełowa (Jellowa/Ilnau; km 19,747), dem ehemaligen Bahnhof, an dem der noch betriebene Abschnitt in die Bahnstrecke Jełowa–Kluczbork übergeht. Seit 2017 ist der folgende Abschnitt bis Murów (Murow/Hermannsthal (Oberschles); km 30,240) wieder befahrbare, es folgt der unbefahrbare Streckenteil bis Namysłów (Namslau; km 59,939) an der Bahnstrecke Kalety–Wrocław.
Die Strecke ist eingleisig, nicht elektrifiziert und für Personenzüge vom Bahnhof Opole Główne bis zum Kilometer 2,483 mit hundert Kilometern pro Stunde, bis zum Kilometer 17,000 mit sechzig, bis Jełowa mit vierzig, bis Murów mit zwanzig zu befahren. Güterzüge dürfen die Strecke auf dem Abschnitt Opole Główne–Jełowa nur bis zum Kilometer 6,500 (mit vierzig) befahren, von Jełowa bis Murów dürfen sie mit zwanzig Kilometern pro Stunde verkehren.
Zwischen Opole und Kluczbork, mithin auch auf der sich abzweigenden Bahnstrecke Jełowa–Kluczbork, besteht keine Kreuzungsmöglichkeit mehr, da sämtliche Betriebsstellen nur mehr Haltepunkte (Jełowa Haltepunkt und Abzweig) sind.

## Geschichte
Die Strecke wurde am 1. August 1889 als preußische Staatseisenbahn eröffnet. Nach dem Ende des Zweiten Weltkrieges kam sie zu den Polnischen Staatseisenbahnen, die den Personenverkehr zwischen Jełowa und Namysłów 1992 und den zwischen Opole, Jełowa und Kluczbork am 28. Mai 2000 einstellten. Letzterer wurde zum 11. Dezember 2005 wiederaufgenommen.